# Ziaur Rahman
Ziaur Rahman (ur. 19 stycznia 1936 w Sylhet, zm. 30 maja 1981 w Chittagong) – bengalski polityk i wojskowy w randze generała, szef sztabu sił zbrojnych Bangladeszu (1975–1978). Prezydent Bangladeszu w latach 1978–1981. 
Był jednym z przywódców bengalskiego ruchu niepodległościowego oraz założycielem i przewodniczącym Nacjonalistycznej Partii Bangladeszu (BNP) w latach 1978–1981.  
Jego żoną była Chaleda Zia, późniejsza trzykrotna premier Bangladeszu. 

## Życiorys
Ziaur Rahman urodził się 19 stycznia 1936 w bengalskiej muzułmańskiej rodzinie w wiosce Bagbari w Gabtali, w dystrykcie Bogra. Uczęszczał do Bogura Zilla School, a w 1946 przeniósł się w Hare School w Kalkucie. W sierpniu 1947 zamieszkał w Karaczi i kształcił się w Pakistańskiej Akademii Wojskowej w Abbottabadzie, którą ukończył w 1955.
W 1953 rozpoczął służbę w pakistańskiej armii. 23 marca 1971 wraz z wiernymi sobie oddziałami, rozpoczął zbrojne powstanie przeciwko Pakistańczykom, którego celem była niepodległość Bangladeszu. Odczytał proklamację niepodległości Bangladeszu przez radio Kalurghat 27 marca 1971. Po uzyskaniu przez Bangladesz suwerenności, Ziaur Rahman służył w jego armii, zostając zastępcą szefa sztabu, a następnie szefem sztabu bengalskich sił zbrojnych. Po wojskowym zamachu stanu w sierpniu 1975, podczas którego zamordowano dotychczasowego przywódcę kraju Mujibura Rahmana, przejął władzę w kraju i objął stanowisko premiera. 

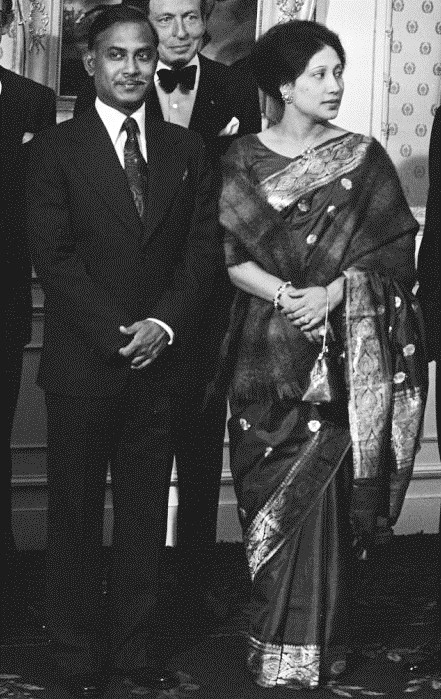
Ziaur Rahman z żoną Chaledą Zia (1979).

21 kwietnia 1977 po wystąpieniu z wojska został prezydentem kraju. Początkowo obiecywał przeprowadzenie reform oraz wprowadzenie wolnych wyborów. Jednak po próbie zamachu stanu w 1977 roku wycofał się z tych planów. Dokonał wówczas masowych aresztowań swoich przeciwników politycznych. Jako prezydent – w 1978 – Rahman założył Nacjonalistyczną Partię Bangladeszu, której był liderem. 
Według organizacji Amnesty International w lutym 1978 rozstrzelano z jego rozkazu 130 osób, a ponad 15 tysięcy trafiło do więzień. Osiem miesięcy później Rahman przeprowadził wybory prezydenckie, które zapewniły mu dalsze sprawowanie tego urzędu. 
30 maja 1981 zginął w zamachu, zastrzelony z pistoletu maszynowego. Zabójstwa dokonała grupa dwunastu oficerów z generałem majorem Abdul Manzoorem na czele. Sprawcy zamachu wraz z przywódcą zostali później aresztowani i straceni. Spoczywa w mauzoleum znajdującym się w Sher-e-Bangla Nagar w Dhace.